# Муя (Бурятия)
Му́я — посёлок в Муйском районе Бурятии. Входит в сельское поселение «Муйская сельская администрация».

## География
Расположен в 6 км к северо-востоку от центра сельского поселения — посёлка Усть-Муя, на левобережье Витима (в 3 км от русла реки), в центральной части Муйско-Куандинской равнины. Юго-западнее посёлка находится недействующий аэродром.

## Население
| 2002 | 2010 |
| ---- | ---- |
| 261  | ↘184 |